# وبعد (فلم فرنسي)
وبعد (بالفرنسية: Et après) هو فيلم فرنسي-كندي-أمريكي من إخراج جيل بوردوس سنة 2008، وبطولة كل من روميان دوريس وجون مالكوفيتش وإيفانجلين ليلي. وهو مقتبس من رواية وبعد للروائي الفرنسي غيوم ميسو.

## القصة
يحكي الفيلم عن قصة "ناثان المحامي اللامع، والناجح في شؤون حياته المهنية، لكنه فاشل في حياته الأسرية، بعد طلاقه من زوجته "كلير"، وتحطم حياته بعدها، يقابل بعدها (كاي) الطبيب النفسي الغامض التي لجأ إليها لاعتقاده بأنه يمتلك قدرة خاصة تمكنه من التنبؤ بالأشخاص القريبين من الوفاة، وبعدما يقتنع ناثان بقدرة الطبيب، يذهب عند زوجته السابقة وابنته في نيو مكسيكو.
لا يتم سرد قصة الفيلم دائمًا بطريقة خطية، ولكن بطريقة الفلاش باك.

## روابط خارجية
- مقالات تستعمل روابط فنية بلا صلة مع ويكي بيانات